# Liste der Torschützenkönige des türkischen Fußballpokals
Die Liste der Torschützenkönige des türkischen Fußballpokals umfasst alle Torschützenkönige des seit 1962 als Türkiye Kupası ausgetragenen Wettbewerbs. Gelistet werden die Torschützen mit den meisten Treffern je Pokal-Saison. Rekordtorschützenkönig sind Bobô und Fevzi Zemzem mit drei Titeln. Fevzi Zemzem hält auch gemeinsam mit Ricardo Vaz Tê mit 10 Treffern den Rekord der meisten Tore in einer Pokalsaison.

## Die Torschützenkönige
| Saison                    | Trainer | Verein | Tore |
| ------------------------- | --- | --- | ---- |
| Türkiye Kupası            | | |      |
| 1962/63                   | Tarık Kutver | Galatasaray Istanbul | 9    |
| 1963/64                   | Metin Oktay | Galatasaray Istanbul | 7    |
| 1964/65                   | Şenol Birol Çetin Güler Yüksel Gündüz Metin Oktay                                                                                        | Fenerbahçe Istanbul Hacettepe Fenerbahçe Istanbul Galatasaray Istanbul                                                   | 3    |
| 1965/66                   | Abdullah Çevrim Selim Soydan | Gençlerbirliği Ankara Fenerbahçe Istanbul                                                                                | 4    |
| 1966/67                   | Fevzi Zemzem | Göztepe Izmir | 10   |
| 1967/68                   | Cahit Eruz Metin Yılmaz | Ankara Demirspor MKE Ankaragücü                                                                                          | 5    |
| 1968/69                   | Ersel Altıparmak Nihat Yayöz Fevzi Zemzem                                                                                                | Bursaspor Göztepe Izmir                                                                                                  | 5    |
| 1969/70                   | Fevzi Zemzem | Göztepe Izmir | 5    |
| 1970/71                   | Ersel Altıparmak | Bursaspor | 4    |
| 1971/72                   | Cemil Turan | İstanbulspor | 6    |
| 1972/73                   | Jorge Montemarani | Vefa Istanbul | 7    |
| 1973/74                   | Cemil Turan | Fenerbahçe Istanbul | 7    |
| 1974/75                   | Tezcan Ozan | Beşiktaş Istanbul | 8    |
| 1975/76                   | Şevki Şenlen | Galatasaray Istanbul | 8    |
| 1976/77                   | Reşit Kaynak | Beşiktaş Istanbul | 5    |
| 1977/78                   | Bünyamin Çulcu Sedat Özden Sinan Turhan Cengiz Yazıcıoğlu                                                                                | Bursaspor Adana Demirspor Kayserispor                                                                                    | 4    |
| 1978/79                   | Halil Ağan Raşit Çetiner Mustafa Denizli Vehbi Günay Reşit Kaynak Sedat Özden Bora Öztürk Sava Paunovic Sinan Turhan                     | MKE Kırıkkalespor Fenerbahçe Istanbul Altay İzmir Diyarbakırspor Bursaspor Altay İzmir Beşiktaş Istanbul Adana Demirspor | 4    |
| 1979/80                   | Mustafa Denizli | Altay İzmir | 7    |
| 1980/81                   | Minas Asa | Boluspor | 5    |
| Saison                    | Trainer | Verein | Tore |
| Türkiye Federasyon Kupası | | |      |
| 1981/82                   | Tarik Hodžić | Galatasaray Istanbul | 5    |
| 1982/83                   | Selçuk Yula | Fenerbahçe Istanbul | 7    |
| 1983/84                   | Ercan Açar | Çorluspor | 8    |
| 1984/85                   | Hasan Şengün Rıza Tuyuran | Trabzonspor Tarsus İdman Yurdu                                                                                           | 5    |
| 1985/86                   | Erdi Demir | Altay İzmir | 4    |
| 1986/87                   | Tanju Çolak Feyzullah Küçuk | Samsunspor Malatyaspor                                                                                                   | 6    |
| 1987/88                   | Serdar Şenkaya | Sakaryaspor | 6    |
| 1988/89                   | Ali Gültiken | Beşiktaş Istanbul | 8    |
| 1989/90                   | Nenad Bijedić Erhan Kiremitçi Mehmet Özdilek Feyyaz Uçar                                                                                 | Bursaspor Beşiktaş Istanbul                                                                                              | 4    |
| 1990/91                   | Hasan Yıldırım | Altay İzmir | 7    |
| 1991/92                   | Murat Gerger Vedat Vatansever | Bafraspor Bursaspor | 5    |
| Saison                    | Trainer | Verein | Tore |
| Türkiye Kupası            | | |      |
| 1992/93                   | Levent Eriş Ertuğrul Sağlam | İzmirspor Samsunspor | 5    |
| 1993/94                   | Schota Arweladse Serhan Hacıhüseyinoğlu Muammer Nurlu Saffet Sancaklı Bayram Ünlü                                                        | Trabzonspor Silifkespor Konyaspor Kocaelispor Gebzespor                                                                  | 4    |
| 1994/95                   | Schota Arweladse Orhan Kaynak | Trabzonspor | 6    |
| 1995/96                   | Abdurrahman Kalkan | Malatyaspor | 6    |
| 1996/97                   | Burhan Kaba | Gaziantep BB | 8    |
| 1997/98                   | Hasan Çelik | Denizlispor | 5    |
| 1998/99                   | Mohamed El Badraoui Ertuğrul Sağlam | Erzurumspor Beşiktaş Istanbul                                                                                            | 5    |
| 1999/00                   | Doğan Baykuş Tevfik Cihan Bulut Oktay Derelioğlu Robert Eshun Hami Mandıralı Márcio Mixirica Okan Öztürk Temel Uğur Yiğit Kurthan Yılmaz | Yimpaş Yozgatspor Şanlıurfaspor Gaziantepspor Trabzonspor Galatasaray Istanbul Siirtspor Pendikspor Göztepe Izmir        | 3    |
| 2000/01                   | Ümit Karan | Gençlerbirliği Ankara | 7    |
| 2001/02                   | Mehmet Yılmaz | Samsunspor | 5    |
| 2002/03                   | Ahmed Hassan | Gençlerbirliği Ankara | 8    |
| 2003/04                   | Volkan Bekiroğlu Tuncay Şanlı Tayfun Türkmen                                                                                             | Adanaspor / Trabzonspor Fenerbahçe Istanbul Konyaspor                                                                    | 3    |
| 2004/05                   | Timuçin Bayazıt Hakan Şükür | Denizlispor Galatasaray Istanbul                                                                                         | 4    |
| 2005/06                   | Gökhan Ünal | Kayserispor | 7    |
| 2006/07                   | Bobô Semih Şentürk | Beşiktaş Istanbul Fenerbahçe Istanbul                                                                                    | 7    |
| 2007/08                   | Murat Berge Leonardo Iglesias Mateja Kežman                                                                                              | MKE Kırıkkalespor Kayserispor Fenerbahçe Istanbul                                                                        | 5    |
| 2008/09                   | Bobô | Beşiktaş Istanbul | 6    |
| 2009/10                   | Umut Bulut Arif Çoban | Trabzonspor Tokatspor | 7    |
| 2010/11                   | Muzaffer Akdoğan Cafercan Aksu Hugo Almeida Bobô Semih Şentürk Ermin Zec                                                                 | Yeni Malatyaspor Konya Şekerspor Beşiktaş Istanbul Fenerbahçe Istanbul Gençlerbirliği Ankara                             | 4    |
| 2011/12                   | Sebastián Pinto | Bursaspor | 5    |
| 2012/13                   | Erkan Zengin | Eskişehirspor | 9    |
| 2013/14                   | Hakan Arslan | Sivasspor | 6    |
| 2014/15                   | Cédric Bakambu | Bursaspor | 8    |
| 2015/16                   | Sokol Cikalleshi Cenk Tosun | Istanbul Başakşehir FK Beşiktaş Istanbul                                                                                 | 7    |
| 2016/17                   | Ricardo Vaz Tê | Akhisar Belediyespor | 10   |
| 2017/18                   | Hugo Rodallega | Trabzonspor | 8    |
| 2018/19                   | Batuhan Altıntaş Lucas Villafáñez | Boluspor Alanyaspor | 7    |
| 2019/20                   | Óscar Estupiñán Oltan Karakullukçu Alexander Sørloth                                                                                     | Denizlispor BB Erzurumspor Trabzonspor                                                                                   | 5    |
| 2020/21                   | Khouma Babacar Fredrik Gulbrandsen Jugurtha Hamroun Batuhan Kör Kemal Rüzgar                                                             | Alanyaspor Istanbul Başakşehir FK BB Erzurumspor Bursaspor Çaykur Rizespor                                               | 4    |
| 2021/22                   | Fuat Bavuk Şükrü Kaan Kılıçaslan Arb Manaj Emre Okur                                                                                     | Serik Belediyespor 52 Orduspor FK Bandırmaspor Kahta 02 Spor                                                             | 5    |
| 2022/23                   | Bünyamin Balat Michy Batshuayi | Şanlıurfaspor Fenerbahçe Istanbul                                                                                        | 5    |
| 2023/24                   | Michy Batshuayi | Fenerbahçe Istanbul | 6    |
| Pokalsieger Rekordmarke   | | |      |

## Ranglisten
| Rang | Spieler          | Titel |
| ---- | ---------------- | ----- |
| 1    | Bobô             | 3     |
|      | Fevzi Zemzem     | 3     |
| 3    | Ersel Altıparmak | 2     |
|      | Schota Arweladse | 2     |
|      | Michy Batshuayi  | 2     |
|      | Mustafa Denizli  | 2     |
|      | Reşit Kaynak     | 2     |
|      | Metin Oktay      | 2     |
|      | Sedat Özden      | 2     |
|      | Ertuğrul Sağlam  | 2     |
|      | Semih Şentürk    | 2     |
|      | Cemil Turan      | 2     |
|      | Sinan Turhan     | 2     |

| Rang | Verein                 | Titel |
| ---- | ---------------------- | ----- |
| 1    | Beşiktaş Istanbul      | 12    |
|      | Fenerbahçe Istanbul    | 12    |
| 3    | Bursaspor              | 11    |
| 4    | Trabzonspor            | 9     |
| 5    | Galatasaray Istanbul   | 7     |
| 6    | Altay İzmir            | 5     |
|      | Denizlispor            | 5     |
|      | Göztepe Izmir          | 5     |
| 9    | Gençlerbirliği Ankara  | 4     |
| 10   | Gaziantepspor          | 3     |
|      | Kayserispor            | 3     |
|      | Malatyaspor            | 3     |
|      | Samsunspor             | 3     |
| 14   | Adana Demirspor        | 2     |
|      | Alanyaspor             | 2     |
|      | BB Erzurumspor         | 2     |
|      | Boluspor               | 2     |
|      | Diyarbakırspor         | 2     |
|      | Istanbul Başakşehir FK | 2     |
|      | Konyaspor              | 2     |
|      | MKE Kırıkkalespor      | 2     |
|      | Şanlıurfaspor          | 2     |
| 23   | 52 Orduspor FK         | 1     |
|      | Akhisarspor            | 1     |
|      | Ankara Demirspor       | 1     |
|      | Bafraspor              | 1     |
|      | Bandırmaspor           | 1     |
|      | Çaykur Rizespor        | 1     |
|      | Çorluspor              | 1     |
|      | Erzurumspor            | 1     |
|      | Eskişehirspor          | 1     |
|      | Gaziantep BB           | 1     |
|      | Gebzespor              | 1     |
|      | Kahta 02 Spor          | 1     |
|      | Hacettepe              | 1     |
|      | İstanbulspor           | 1     |
|      | İzmirspor              | 1     |
|      | Kocaelispor            | 1     |
|      | Konya Şekerspor        | 1     |
|      | MKE Ankaragücü         | 1     |
|      | Pendikspor             | 1     |
|      | Sakaryaspor            | 1     |
|      | Serik Belediyespor     | 1     |
|      | Siirtspor              | 1     |
|      | Silifkespor            | 1     |
|      | Sivasspor              | 1     |
|      | Tarsus İdman Yurdu     | 1     |
|      | Tokatspor              | 1     |
|      | Vefa Istanbul          | 1     |
|      | Yeni Malatyaspor       | 1     |
|      | Yimpaş Yozgatspor      | 1     |

| Rang | Land                    | Titel |
| ---- | ----------------------- | ----- |
| 1    | Türkei                  | 89    |
| 2    | Brasilien               | 4     |
| 3    | Argentinien             | 3     |
|      | Jugoslawien             | 3     |
| 5    | Belgien                 | 2     |
|      | Georgien                | 1     |
|      | Kolumbien               | 2     |
|      | Norwegen                | 2     |
|      | Portugal                | 2     |
| 10   | Ägypten                 | 1     |
|      | Albanien                | 1     |
|      | Algerien                | 1     |
|      | Bosnien und Herzegowina | 1     |
|      | Chile                   | 1     |
|      | Frankreich              | 1     |
|      | Ghana                   | 1     |
|      | Kosovo                  | 1     |
|      | Marokko                 | 1     |
|      | Senegal                 | 1     |
|      | Serbien                 | 1     |
|      | Schweden                | 1     |